# Penstemon galloensis
Penstemon galloensis là một loài thực vật có hoa trong họ Mã đề. Loài này được G.L. Nesom mô tả khoa học đầu tiên.